# Lasius californicus
Lasius californicus (Wheeler, 1917), in inglese noto come Citronella Ant, è un imenottero appartenente alla famiglia Formicidae. È diffuso negli Stati Uniti sud-occidentali.

## Descrizione
Questa specie di formiche presenta mandibole trigonali dentate e clipeo trapezoidale breve; la fossa del clipeo si unisce alla fossa antennale, le antenne hanno 12 segmenti, che sono più larghi che lunghi; i segmenti apicali sono tre volte più lunghi dei precedenti.

Le operaie sono lunghe circa 3 mm.

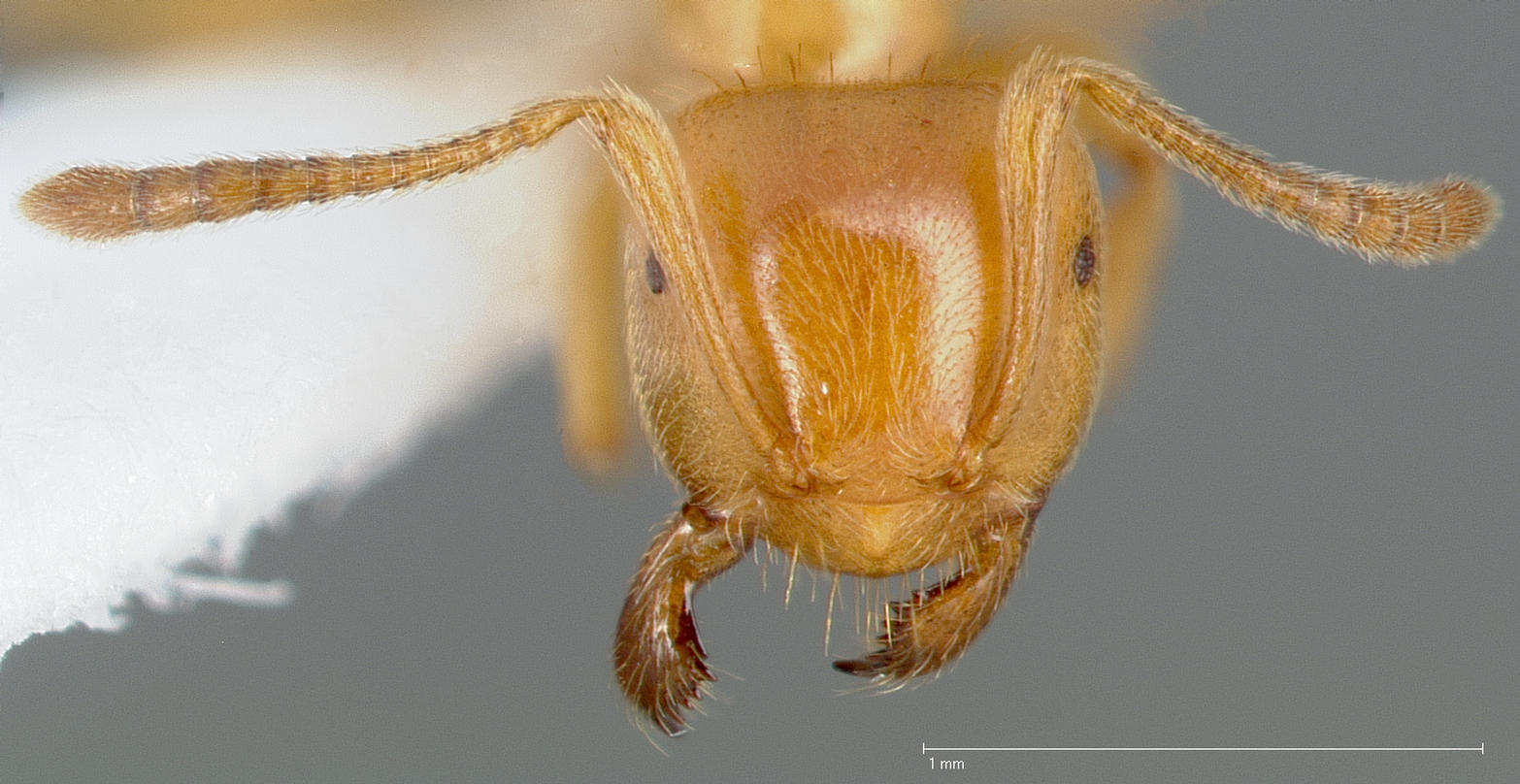
Testa
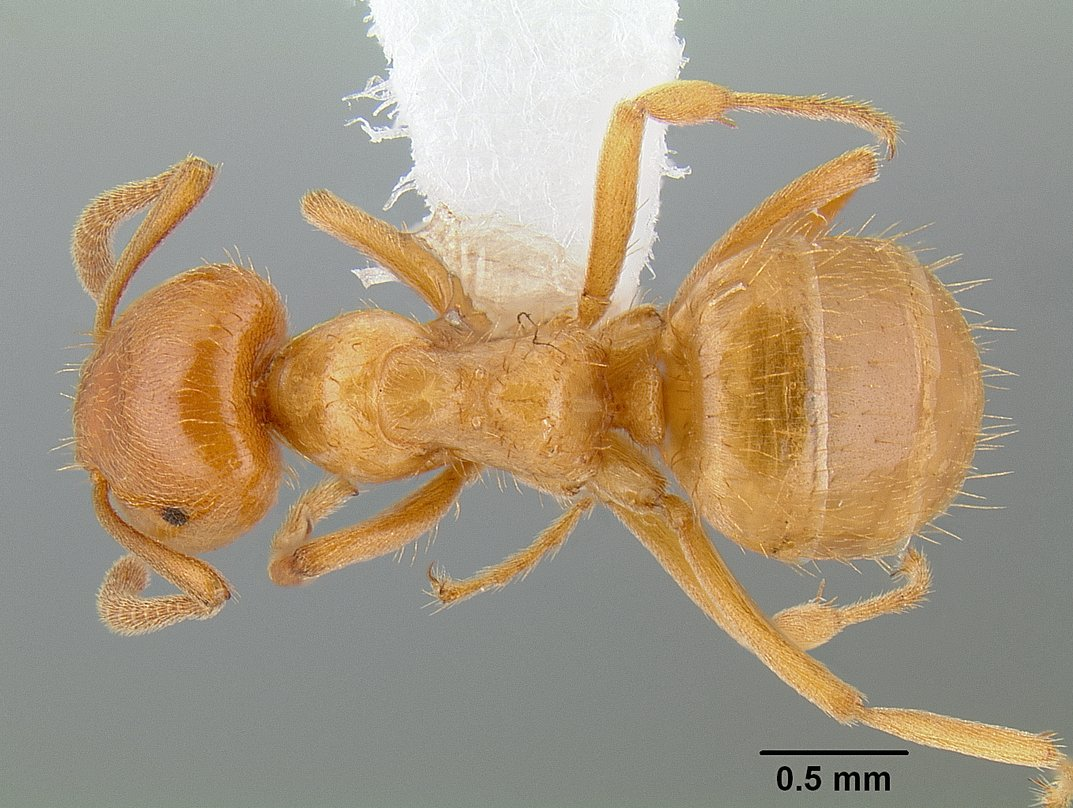
Vista dorsale

## Biologia
È una specie prevalentemente sotterranea, che vive in simbiosi con cocciniglie. La maggior parte del nutrimento di questa specie è derivata dalle secrezioni della cocciniglia. Le cocciniglie sono protette e trasportate alle nuove piante dove si nutrono dalle formiche che le custodiscono.

## Distribuzione e habitat
Lasius californicus è stato individuato nello stato della California, in due rinvenimenti documentati, il primo nell'area di Santa Barbara, vicino alla costa dell'Oceano Pacifico, il secondo all'interno della Riserva Nazionale del deserto del Mojave, in prossimità del confine orientale tra California e Arizona.
Il tipo di habitat è costituito da boschi di querce, pini e ginepri, a quote da collinari a montane (da 330 m fino a 1.446 m).

## Tassonomia
Inizialmente descritta da William Morton Wheeler (1917) come Acanthomyops californicus, classificazione poi ribadita da Creighton (1950) e Buren (1950), questa specie fu definitivamente assegnata al genere Lasius nel 2005 da Ward.